# (3949) Mach
(3949) Mach est un astéroïde de la ceinture principale.

## Description
(3949) Mach est un astéroïde de la ceinture principale. Il fut découvert par Antonín Mrkos le 20 octobre 1985 à l'observatoire Klet'. Il présente une orbite caractérisée par un demi-grand axe de 2,2 UA, une excentricité de 0,032 et une inclinaison de 3,779° par rapport à l'écliptique.
Il fut nommé en hommage à Ernst Mach (1838-1916), physicien à l'Université de Graz et de Prague.

## Compléments